# Helmut F. Späte
Helmut F. Späte (* 10. Juli 1936 in Gera; † 2017 in Halle (Saale)) war ein deutscher Psychiater. Von 1984 bis 1992 war er als Professor für Psychiatrie Direktor der Universitätsklinik für Psychiatrie und Nervenheilkunde in Halle (Saale).

## Leben
Helmut F. Späte wurde 1936 in Gera geboren. Er studierte Medizin in Leningrad und Berlin. Seine Facharztausbildung absolvierte er in Brandenburg-Görden. Anschließend war in Bernburg als Ärztlicher Direktor des Bezirkskrankenhauses für Psychiatrie und Neurologie tätig. Mit der nach der Emeritierung von Helmut Rennert erfolgten Trennung der Lehrstühle für Psychiatrie und Neurologie wurde er 1984 auf den Lehrstuhl für Psychiatrie an der Martin-Luther-Universität Halle-Wittenberg berufen.
Nach seiner Emeritierung im Jahr 1992 war er bis 2002 stellvertretender Ärztlicher Direktor des Kommunalen Psychiatrischen Krankenhauses Halle und anschließend freier Gutachter.

## Wirken
Während seiner Zeit als Ärztlicher Direktor des Bezirkskrankenhauses für Psychiatrie und Neurologie in Bernburg setzte sich Späte dafür ein, an die Euthanasie-Verbrechen während des Nationalsozialismus an derselben Stelle zu erinnern. In der offiziellen Erinnerungskultur der DDR spielten diese Verbrechen keine Rolle.
Ein besonderer Schwerpunkt der Tätigkeit Spätes war die Suizidprävention. So leitete er Anfang der 1970er Jahre in Brandenburg eine der nur zwei Betreuungsstellen für Suizidgefährdete. Dieses Thema war in der DDR nur schwer zu bearbeiten, da Suizide von offizieller Seite tabuisiert wurden. Dementsprechend ungehört verhallte Spätes 1972 auf dem Jahreskongress der Akademie für ärztliche Fortbildung aufgestellte Forderung nach einer öffentlichen Aufklärungsarbeit als wichtigem Baustein erfolgreicher Suizidprophylaxe. Dennoch gelang es ihm, grundlegende Forschungsarbeit zu leisten und zu publizieren.
Besondere Bedeutung erlangte Helmut F. Späte durch seine Mitwirkung an der Entwicklung der Sozialpsychiatrie in der DDR. Er gehörte zu den Mitverfassern der wegweisenden Brandenburger Thesen, die als Fortentwicklung der 1963 formulierten Rodewischer Thesen das Konzept der therapeutischen Gemeinschaft in den Mittelpunkt stellten. Zentraler Punkt war dabei die Öffnung der psychiatrischen Stationen. Obwohl damit durchaus auf dem Stand der internationalen Diskussion, blieb die Umsetzung der Thesen aus personellen, finanziellen und politischen Gründen auf wenige Leuchttürme beschränkt.
In einer 1984 veröffentlichten Studie stellten Späte und sein Mitautor fest, dass ein großer Teil der untersuchten Zwangseinweisung nicht rechtskonform waren. Im Anschluss daran formulierten Späte und Achim Thom Richtlinien für den Umgang mit psychisch auffälligen Menschen und warnten vor einem möglichen Missbrauch. So dürfe etwa „Behördenlästigkeit“ kein Grund für eine Zwangseinweisung sein.
Von 1983 bis 1990 war Helmut F. Späte Vorstandsmitglied der Sektion Psychiatrie in der Gesellschaft für Psychiatrie und Neurologie der DDR. Im Januar 1990 gehörte Späte zu den Verfassern des Leipziger Initiativaufrufes zur Gründung einer Gesellschaft für soziale Psychiatrie, aus der sich dann die Gesellschaft für kommunale Psychiatrie entwickelte, die sich wiederum 1992 mit der Deutschen Gesellschaft für soziale Psychiatrie vereinigte.

## Schriften (Auswahl)

### Monografien
- Helmut F. Späte, Klaus-Rüdiger Otto: Leben nehmen. Verführung zum Leben – Gedanken zur Suizidverhütung. Verlag Ille & Riemer Leipzig/Weißenfels 2015, ISBN 978-3-95420-008-5
- Helmut F. Späte, Klaus-Rüdiger Otto: Irre irren nicht. Verlag Ille & Riemer Leipzig/Weißenfels 2010, ISBN 978-3-936308-08-2
- Helmut F. Späte, Achim Thom, Klaus Weise: Theorie, Geschichte und aktuelle Tendenzen in der Psychiatrie. Gustav Fischer Verlag Jena 1982

### Herausgeberschaften
- Helmut F. Späte, T. Degenhart: 7. Symposion der Sozialistischen Länder Europas über Psychiatrische Rehabilitation. Vorträge der wissenschaftlichen Tagung vom 24. bis 27. Mai 1983 in Rodewisch. Bezirkskrankenhaus für Psychiatrie und Neurologie, Bernburg 1983
- Erdmuthe Fikentscher, Helmut F. Späte: Psychosoziale Probleme im Umgang mit Patienten und Angehörigen – Wege zur Verbesserung. Abteilung Wissenschaftliche Publikationen der Martin-Luther-Univ. Halle-Wittenberg, Halle 1988, ISBN 3-86010-171-4
- Heinz Hennig, Helmut F. Späte: Krisenintervention bei psychiatrischen Patienten im Jugendalter. Abteilung Wissenschaftliche Publikationen der Martin-Luther-Univ. Halle-Wittenberg, Halle 1988, ISBN 3-86010-090-4
- Helmut F. Späte, Ulrike Jänicke: Beiträge zu sozialen Problemen depressiver Erkrankungen. Abteilung Wissenschaftliche Publikationen der Martin-Luther-Univ. Halle-Wittenberg, Halle 1989, ISBN 3-86010-108-0